# وزارة النفط (إيران)
وزارة نفط الجمهورية الإسلامية الإيرانية أو وزارة النفط الإيرانية (بالفارسية: وزارت نفت جمهوری اسلامی ایران) تدير صناعة النفط، وتنتج النفط والمنتجات البتروكيماوية. وهي مسؤولة عن جميع القضايا المتعلقة باستكشاف واستخراج واستغلال وتوزيع وتصدير النفط الخام والمنتجات النفطية. وبالإضافة إلى ذلك، ووفقا ل "قانون تنظيم الواردات والصادرات"، فإن إصدار تراخيص الاستيراد لهذه المنتجات هو أيضا من بين مهام وزارة النفط. ووفقا لشركة "بريتيش بتروليوم"، تمتلك إيران 137.6 مليار برميل (2.188 × 1010 م 3) من احتياطيات النفط المؤكدة و 29.61 تريليون متر مكعب من احتياطيات الغاز المؤكدة. وتحتل إيران المرتبة الثالثة في العالم في احتياطي النفط والثاني في احتياطيات الغاز.